# Атанацкович, Йован
Йован Атанацкович (серб. Јован Атанацковић ; 24 марта 1848, Неготин, Княжество Сербия, Османская империя — 9 августа 1921, Белград, Королевство Югославия) — сербский военачальник, генерал, военный министр Королевства Сербия (1899—1900), начальник Генерального штаба сербской армии (1897—1898).

## Биография
Выпускник Сербской военной академии. В октябре 1865 года поступил на военную службу в качестве курсанта 7-го артиллерийского училища, которое окончил в 1870 году с присвоением звания подпоручика. С августа 1876 года — капитан.
С 1876 года командовал 2-й тяжелой артиллерийской батареей. Позже — артиллерийской бригадой. В 1877 году стал начальником штаба Краинской армии. В том же году назначен начальником штаба Дринского корпуса.
Участник Первой сербско-турецкой войны 1876/77 гг. и второй сербско-турецкой войны 1877—1878 гг. В октябре 1879 года был переведен в Генеральный штаб и прикомандирован к канцелярии князя Милана Обреновича.
В ноябре 1892 года — полковник.
Во время сербско-болгарской войны (1885) в чине подполковника возглавлял оперативный отдел Генерального штаба, позже назначен начальником историко-архивного отдела Генерального штаба. В марте 1886 г. был назначен начальником штаба Дунайской дивизии.
В декабре 1897 года стал генералом. Начальник Генерального штаба сербской армии (1897—1898).
С октября 1897 по январь 1899 года был министром гражданского строительства в кабинете Владана Джорджевича.
В 1899 году назначен командиром Белградской крепости, одновременно, председатель артиллерийского комитета Сербии.
С декабря 1899 года — военный министр Королевства Сербия.
Ушёл в отставку в августе 1900 года, в ноябре 1902 года вновь призван на военную службу и назначен инспектором пехоты Министерства обороны. Через семь дней после этого назначения он также стал членом Высшего военного совета.
Сербский националист. В 1903 году был одним из ведущих представителей «Сербской революционной организации», движения четников в Сербии. Организовал оппозиционный кружок, который занимался отправкой добровольцев в Старую Сербию в помощь движению четников Македонии. Поддерживал связь с сербами в Македонии и помогал сербскому национальному движению в Македонии и сербским частям ВМРО. После Илинденского восстания Йован Атанацкович присоединился к сербскому четницкому комитету.
В марте 1906 года снова вышел в отставку.
Принимал участие в заговоре, направленном на убийство короля Сербии Александра Обреновича. Был участником майского переворота.
В апреле 1917 года отправился в Швейцарию, где был одним из создателей Бюро по делам военнопленных, возглавлял эту организацию до конца 1918 года, когда передал все документы Международной федерации Красного Креста.

## Награды
- Орден Белого Орла 4-й и 5-й степени
- Орден Таковского креста 2-й степени и 5-й степени (с мечами)
- Медаль за воинскую доблесть
- Памятная медаль войны 1876—1878 гг.
- Памятный знак войны 1885—1886 гг.
- Памятный знак войны 1912 г.
- Памятный знак войны 1913 г.
- Памятная медаль войны освобождения и объединения 1914—1918 гг.[серб.]
- Кавалер Ордена Почётного легиона
- Командорский крест Императорского австрийского ордена Франца Иосифа